# Harald Rodlauer
Harald Rodlauer (ur. 11 kwietnia 1966 w Leoben) – austriacki skoczek narciarski i trener.
Po sezonie 2010/2011 zrezygnował z funkcji trenera włoskiej kadry w kombinacji norweskiej.
Przed sezonem 2018/2019 objął funkcję głównego trenera reprezentacji Austrii kobiet w skokach narciarskich. Po sezonie 2022/2023 ogłosił decyzję o końcu pracy trenerskiej kobiet z reprezentacją Austrii.
30 maja 2023 został ogłoszony głównym trenerem reprezentacji Polski kobiet w skokach narciarskich. Zrezygnował z funkcji po sezonie 2023/2024, w kwietniu 2024. Następnie podjął zatrudnienie jako trener reprezentacji Włoch kobiet w skokach narciarskich.

## Puchar Świata

### Miejsca w klasyfikacji generalnej
| Sezon     | Miejsce |
| --------- | ------- |
| 1986/1987 | 57.     |

### Turniej Czterech Skoczni

#### Miejsca w klasyfikacji generalnej
| Sezon     | Miejsce |
| --------- | ------- |
| 1983/1984 | 98.     |
| 1984/1985 | 105.    |
| 1985/1986 | 104.    |
| 1986/1987 | 33.     |
| 1987/1988 | 109.    |
| 1988/1989 | 102.    |
| 1991/1992 | 79.     |

### Miejsca w poszczególnych konkursach indywidualnychPucharu Świata
| Źródło | Źródło      | Źródło      | Źródło      | Źródło     | Źródło                 | Źródło                 | Źródło                 | Źródło            | Źródło              | Źródło              | Źródło          | Źródło          | Źródło    | Źródło   | Źródło       | Źródło       | Źródło       | Źródło      | Źródło              | Źródło              | Źródło              | Źródło  | Źródło  | Źródło  | Źródło | Źródło | Źródło | Źródło | Źródło | Źródło | Źródło | Źródło | Źródło | Źródło | Źródło | Źródło | Źródło | Źródło | Źródło | Źródło | Źródło | Źródło | Źródło | Źródło | Źródło | Źródło | Źródło | Źródło | Źródło |
| --- | ----------- | ----------- | ----------- | ---------- | ---------------------- | ---------------------- | ---------------------- | ----------------- | ------------------- | ------------------- | --------------- | --------------- | --------- | -------- | ------------ | ------------ | ------------ | ----------- | ------------------- | ------------------- | ------------------- | ------- | ------- | ------- | ------ | ------ | ------ | ------ | ------ | ------ | ------ | ------ | ------ | ------ | ------ | ------ | ------ | ------ | ------ | ------ | ------ | ------ | ------ | ------ | ------ | ------ | ------ | ------ | ------ |
| Sezon 1983/1984 |             |             |             |            |                        |                        |                        |                   |                     |                     |                 |                 |           |          |              |              |              |             |                     |                     |                     |         |         |         |        |        |        |        |        |        |        |        |        |        |        |        |        |        |        |        |        |        |        |        |        |        |        |        |        |
| Thunder Bay | Thunder Bay | Lake Placid | Lake Placid | Oberstdorf | Garmisch-Partenkirchen | Innsbruck              | Bischofshofen          | Cortina d’Ampezzo | Harrachov           | Liberec             | Sapporo         | Sapporo         | Sarajewo  | Sarajewo | Lahti        | Lahti        | Falun        | Lillehammer | Oslo                | Oberstdorf          | Oberstdorf          | Planica | Planica | punkty  | punkty | punkty | punkty | punkty | punkty | punkty | punkty | punkty | punkty | punkty | punkty | punkty | punkty | punkty | punkty | punkty | punkty | punkty |        |        |        |        |        |        |        |
| - | -           | -           | -           | -          | -                      | 94                     | 79                     | -                 | -                   | -                   | -               | -               | -         | -        | -            | -            | -            | -           | -                   | -                   | -                   | -       | -       | 0       | 0      | 0      | 0      | 0      | 0      | 0      | 0      | 0      | 0      | 0      | 0      | 0      | 0      | 0      | 0      | 0      | 0      | 0      |        |        |        |        |        |        |        |
| Sezon 1984/1985 |             |             |             |            |                        |                        |                        |                   |                     |                     |                 |                 |           |          |              |              |              |             |                     |                     |                     |         |         |         |        |        |        |        |        |        |        |        |        |        |        |        |        |        |        |        |        |        |        |        |        |        |        |        |        |
| Thunder Bay | Thunder Bay | Lake Placid | Lake Placid | Oberstdorf | Garmisch-Partenkirchen | Innsbruck              | Bischofshofen          | Cortina d’Ampezzo | Sapporo             | Sapporo             | Sankt Moritz    | Engelberg       | Harrachov | Lahti    | Lahti        | Örnsköldsvik | Falun        | Oslo        | Szczyrbskie Jezioro | Szczyrbskie Jezioro | punkty              | punkty  | punkty  | punkty  | punkty | punkty | punkty | punkty | punkty | punkty | punkty | punkty | punkty | punkty | punkty | punkty | punkty | punkty | punkty |        |        |        |        |        |        |        |        |        |        |
| - | -           | -           | -           | -          | -                      | 91                     | -                      | -                 | -                   | -                   | -               | -               | -         | -        | -            | -            | -            | -           | -                   | -                   | 0                   | 0       | 0       | 0       | 0      | 0      | 0      | 0      | 0      | 0      | 0      | 0      | 0      | 0      | 0      | 0      | 0      | 0      | 0      |        |        |        |        |        |        |        |        |        |        |
| Sezon 1985/1986 |             |             |             |            |                        |                        |                        |                   |                     |                     |                 |                 |           |          |              |              |              |             |                     |                     |                     |         |         |         |        |        |        |        |        |        |        |        |        |        |        |        |        |        |        |        |        |        |        |        |        |        |        |        |        |
| Thunder Bay | Thunder Bay | Lake Placid | Lake Placid | Chamonix   | Oberstdorf             | Garmisch-Partenkirchen | Innsbruck              | Bischofshofen     | Harrachov           | Liberec             | Klingenthal     | Oberwiesenthal  | Sapporo   | Sapporo  | Vikersund    | Vikersund    | Sankt Moritz | Gstaad      | Engelberg           | Lahti               | Lahti               | Oslo    | Planica | Planica | punkty |        |        |        |        |        |        |        |        |        |        |        |        |        |        |        |        |        |        |        |        |        |        |        |        |
| - | -           | -           | -           | -          | -                      | -                      | 74                     | -                 | -                   | -                   | -               | -               | -         | -        | -            | -            | -            | -           | -                   | -                   | -                   | 68      | -       | -       | 0      |        |        |        |        |        |        |        |        |        |        |        |        |        |        |        |        |        |        |        |        |        |        |        |        |
| Sezon 1986/1987 |             |             |             |            |                        |                        |                        |                   |                     |                     |                 |                 |           |          |              |              |              |             |                     |                     |                     |         |         |         |        |        |        |        |        |        |        |        |        |        |        |        |        |        |        |        |        |        |        |        |        |        |        |        |        |
| Thunder Bay | Thunder Bay | Lake Placid | Lake Placid | Chamonix   | Oberstdorf             | Garmisch-Partenkirchen | Innsbruck              | Bischofshofen     | Szczyrbskie Jezioro | Szczyrbskie Jezioro | Oberwiesenthal  | Sapporo         | Sapporo   | Lahti    | Lahti        | Örnsköldsvik | Falun        | Planica     | Planica             | Rælingen            | Oslo                | punkty  | punkty  | punkty  | punkty | punkty | punkty | punkty | punkty | punkty | punkty | punkty | punkty | punkty | punkty | punkty | punkty | punkty | punkty | punkty |        |        |        |        |        |        |        |        |        |
| - | -           | -           | -           | -          | 9                      | 41                     | 73                     | 45                | 40                  | 59                  | 32              | -               | -         | 78       | 71           | 49           | 73           | 50          | 48                  | -                   | -                   | 7       | 7       | 7       | 7      | 7      | 7      | 7      | 7      | 7      | 7      | 7      | 7      | 7      | 7      | 7      | 7      | 7      | 7      | 7      |        |        |        |        |        |        |        |        |        |
| Sezon 1987/1988 |             |             |             |            |                        |                        |                        |                   |                     |                     |                 |                 |           |          |              |              |              |             |                     |                     |                     |         |         |         |        |        |        |        |        |        |        |        |        |        |        |        |        |        |        |        |        |        |        |        |        |        |        |        |        |
| Thunder Bay | Thunder Bay | Lake Placid | Lake Placid | Sapporo    | Sapporo                | Oberstdorf             | Garmisch-Partenkirchen | Innsbruck         | Bischofshofen       | Gallio              | Sankt Moritz    | Gstaad          | Engelberg | Lahti    | Lahti        | Meldal       | Oslo         | Planica     | Planica             | punkty              | punkty              | punkty  | punkty  | punkty  | punkty | punkty | punkty | punkty | punkty | punkty | punkty | punkty | punkty | punkty | punkty | punkty | punkty | punkty |        |        |        |        |        |        |        |        |        |        |        |
| - | -           | -           | -           | -          | -                      | -                      | -                      | 58                | 78                  | -                   | -               | -               | -         | -        | -            | -            | -            | -           | -                   | 0                   | 0                   | 0       | 0       | 0       | 0      | 0      | 0      | 0      | 0      | 0      | 0      | 0      | 0      | 0      | 0      | 0      | 0      | 0      |        |        |        |        |        |        |        |        |        |        |        |
| Sezon 1988/1989 |             |             |             |            |                        |                        |                        |                   |                     |                     |                 |                 |           |          |              |              |              |             |                     |                     |                     |         |         |         |        |        |        |        |        |        |        |        |        |        |        |        |        |        |        |        |        |        |        |        |        |        |        |        |        |
| Thunder Bay | Thunder Bay | Lake Placid | Lake Placid | Sapporo    | Sapporo                | Oberstdorf             | Garmisch-Partenkirchen | Innsbruck         | Bischofshofen       | Liberec             | Harrachov       | Oberhof         | Oberhof   | Chamonix | Oslo         | Örnsköldsvik | Harrachov    | Planica     | Planica             | punkty              | punkty              | punkty  | punkty  | punkty  | punkty | punkty | punkty | punkty | punkty | punkty | punkty | punkty | punkty | punkty | punkty | punkty | punkty | punkty |        |        |        |        |        |        |        |        |        |        |        |
| - | -           | -           | -           | -          | -                      | -                      | -                      | 78                | 82                  | -                   | -               | -               | -         | -        | -            | -            | -            | 34          | 68                  | 0                   | 0                   | 0       | 0       | 0       | 0      | 0      | 0      | 0      | 0      | 0      | 0      | 0      | 0      | 0      | 0      | 0      | 0      | 0      |        |        |        |        |        |        |        |        |        |        |        |
| Sezon 1990/1991 |             |             |             |            |                        |                        |                        |                   |                     |                     |                 |                 |           |          |              |              |              |             |                     |                     |                     |         |         |         |        |        |        |        |        |        |        |        |        |        |        |        |        |        |        |        |        |        |        |        |        |        |        |        |        |
| Lake Placid | Lake Placid | Thunder Bay | Thunder Bay | Sapporo    | Sapporo                | Oberstdorf             | Garmisch-Partenkirchen | Innsbruck         | Bischofshofen       | Oberhof             | Bad Mitterndorf | Bad Mitterndorf | Lahti     | Lahti    | Bollnäs      | Falun        | Trondheim    | Oslo        | Planica             | Planica             | Szczyrbskie Jezioro | punkty  | punkty  | punkty  | punkty | punkty | punkty | punkty | punkty | punkty | punkty | punkty | punkty | punkty | punkty | punkty | punkty | punkty | punkty | punkty |        |        |        |        |        |        |        |        |        |
| - | -           | -           | -           | -          | -                      | -                      | -                      | q                 | -                   | -                   | 31              | 32              | -         | -        | -            | -            | -            | -           | -                   | -                   | -                   | 0       | 0       | 0       | 0      | 0      | 0      | 0      | 0      | 0      | 0      | 0      | 0      | 0      | 0      | 0      | 0      | 0      | 0      | 0      |        |        |        |        |        |        |        |        |        |
| Sezon 1991/1992 |             |             |             |            |                        |                        |                        |                   |                     |                     |                 |                 |           |          |              |              |              |             |                     |                     |                     |         |         |         |        |        |        |        |        |        |        |        |        |        |        |        |        |        |        |        |        |        |        |        |        |        |        |        |        |
| Thunder Bay | Thunder Bay | Sapporo     | Sapporo     | Oberstdorf | Garmisch-Partenkirchen | Innsbruck              | Bischofshofen          | Predazzo          | Sankt Moritz        | Engelberg           | Oberstdorf      | Oberstdorf      | Lahti     | Lahti    | Örnsköldsvik | Trondheim    | Trondheim    | Oslo        | MŚL – Harrachov     | Planica             | punkty              | punkty  | punkty  | punkty  | punkty | punkty | punkty | punkty | punkty | punkty | punkty | punkty | punkty | punkty | punkty | punkty | punkty | punkty | punkty |        |        |        |        |        |        |        |        |        |        |
| - | -           | -           | -           | -          | -                      | -                      | 60                     | -                 | -                   | -                   | -               | -               | -         | -        | -            | -            | -            | -           | -                   | -                   | 0                   | 0       | 0       | 0       | 0      | 0      | 0      | 0      | 0      | 0      | 0      | 0      | 0      | 0      | 0      | 0      | 0      | 0      | 0      |        |        |        |        |        |        |        |        |        |        |
| Legenda |             |             |             |            |                        |                        |                        |                   |                     |                     |                 |                 |           |          |              |              |              |             |                     |                     |                     |         |         |         |        |        |        |        |        |        |        |        |        |        |        |        |        |        |        |        |        |        |        |        |        |        |        |        |        |
| 1 2 3 4-10 11-30 poniżej 30 dq – dyskwalifikacja q – dyskwalifikacja w kwalifikacjach q – zawodnik nie zakwalifikował się - – zawodnik nie wystartował |             |             |             |            |                        |                        |                        |                   |                     |                     |                 |                 |           |          |              |              |              |             |                     |                     |                     |         |         |         |        |        |        |        |        |        |        |        |        |        |        |        |        |        |        |        |        |        |        |        |        |        |        |        |        |

## Puchar Kontynentalny

### Miejsca w klasyfikacji generalnej
| Sezon     | Miejsce |
| --------- | ------- |
| 1991/1992 | 38.     |

### Miejsca w poszczególnych konkursachPucharu Kontynentalnego
| Źródło                                                                        | Źródło  | Źródło     | Źródło      | Źródło  | Źródło     | Źródło     | Źródło  | Źródło    | Źródło    | Źródło    | Źródło    | Źródło  | Źródło    | Źródło           | Źródło   | Źródło     | Źródło | Źródło | Źródło   | Źródło   | Źródło | Źródło | Źródło | Źródło | Źródło | Źródło | Źródło | Źródło | Źródło | Źródło | Źródło | Źródło | Źródło | Źródło | Źródło | Źródło | Źródło | Źródło | Źródło | Źródło | Źródło | Źródło | Źródło | Źródło | Źródło | Źródło | Źródło | Źródło | Źródło | Źródło | Źródło | Źródło | Źródło | Źródło | Źródło | Źródło | Źródło | Źródło | Źródło |
| ----------------------------------------------------------------------------- | ------- | ---------- | ----------- | ------- | ---------- | ---------- | ------- | --------- | --------- | --------- | --------- | ------- | --------- | ---------------- | -------- | ---------- | ------ | ------ | -------- | -------- | ------ | ------ | ------ | ------ | ------ | ------ | ------ | ------ | ------ | ------ | ------ | ------ | ------ | ------ | ------ | ------ | ------ | ------ | ------ | ------ | ------ | ------ | ------ | ------ | ------ | ------ | ------ | ------ | ------ | ------ | ------ | ------ | ------ | ------ | ------ | ------ | ------ | ------ | ------ |
| Sezon 1991/1992                                                               |         |            |             |         |            |            |         |           |           |           |           |         |           |                  |          |            |        |        |          |          |        |        |        |        |        |        |        |        |        |        |        |        |        |        |        |        |        |        |        |        |        |        |        |        |        |        |        |        |        |        |        |        |        |        |        |        |        |        |        |
| Oberwiesenthal                                                                | Oberhof | Courchevel | Sankt Aegyd | Planica | Saalfelden | Ruhpolding | Liberec | Harrachov | Willingen | Willingen | La Molina | Szczyrk | Schönwald | Titisee-Neustadt | Chamonix | Le Brassus | Sprova | Meldal | Feldberg | Feldberg | punkty |        |        |        |        |        |        |        |        |        |        |        |        |        |        |        |        |        |        |        |        |        |        |        |        |        |        |        |        |        |        |        |        |        |        |        |        |        |        |
| 65                                                                            | 24      | -          | 43          | -       | -          | -          | -       | -         | -         | -         | -         | -       | -         | -                | 12       | 9          | 10     | 11     | 19       | 32       | 22     |        |        |        |        |        |        |        |        |        |        |        |        |        |        |        |        |        |        |        |        |        |        |        |        |        |        |        |        |        |        |        |        |        |        |        |        |        |        |
| Legenda                                                                       |         |            |             |         |            |            |         |           |           |           |           |         |           |                  |          |            |        |        |          |          |        |        |        |        |        |        |        |        |        |        |        |        |        |        |        |        |        |        |        |        |        |        |        |        |        |        |        |        |        |        |        |        |        |        |        |        |        |        |        |
| 1 2 3 4-10 11-30 poniżej 30 dq – dyskwalifikacja - – zawodnik nie wystartował |         |            |             |         |            |            |         |           |           |           |           |         |           |                  |          |            |        |        |          |          |        |        |        |        |        |        |        |        |        |        |        |        |        |        |        |        |        |        |        |        |        |        |        |        |        |        |        |        |        |        |        |        |        |        |        |        |        |        |        |